# Contre Jour
A Contre Jour fizikán alapuló logikai játék, amelyet az ukrán Mokus fejlesztett és az Electronic Arts érdekeltségébe tartozó Chillingo adott ki 2011 augusztusában, kezdetben csak iOS operációs rendszerre. A fejlesztést az ukrán Maksym Hryniv vezette, Mihai Tymoshenko a művészeti irányvonalért felelt, a játék zenei anyagát pedig David Ari Leon szerezte. A játék iOS változata után elkészült böngészőre, Windows Phonera, Androidra és Symbianra is. A játék főszereplője Petit, aki nevét A kis hercegről (Le Petit Prince) kapta és őt kell a játékosnak a környezet manipulálásával, különböző feladványokon keresztül eljuttatnia a pálya végét jelentő portálba.

## Fejlesztés

A játékos mozdulataival a környezetben szereplő föld formáját is módosíthatja, így segítve Petit eljutását a kék portálba

2011. augusztus 24-én jelent meg a Contre Jour iOS platformra, az App Store kínálatából vált megvásárolhatóvá. Az iPad készülékekre optimalizált HD változat ugyanezen nap került fel az App Storeba. Később Contre Jour Lite címmel megjelent egy ingyenesen kipróbálható változat iOS-re, ami kevesebb pályát tartalmazott. A teljes változatban kezdetben 4 fejezet (Monsters, The Night, Machine, Moonlight) kapott helyet az 1.1-es változattal pedig 2011 novemberében a Jungle is bekerült, mindegyik epizód 20 pályát foglal magában. A 2011-es E3 alkalmával a GamePro a legjobb mobilos játék díját adta a játéknak, az App Store eladási listáján pedig már a kiadását követő héten az első helyet érte el.